# Leptodactylus albilabris
Leptodactylus albilabris es una especie de ránidos de la familia Leptodactylidae.

## Distribución geográfica
Se encuentra en Puerto Rico, las Islas Vírgenes Británicas y las Islas Vírgenes Estadounidenses.